# Kraina burz
Kraina burz (węg. Viharsarok) – węgiersko-niemiecki dramat filmowy z 2014 roku w reżyserii Ádáma Császiego. W rolach głównych wystąpili w filmie András Sütö, Ádám Varga i Sebastian Urzendowsky. Opowiada historię młodego piłkarza, który zakochuje się w budowniczym ze swojej rodzinnej wioski. Mężczyzn zaczyna łączyć niebezpieczna namiętność. 
Światowa premiera projektu miała miejsce 8 lutego 2014 roku podczas 64. MFF w Berlinie. 27 marca 2015 roku Kraina burz trafiła na ekrany polskich kin. Film zebrał pozytywne recenzje. Na festiwalu w Berlinie Császi zdobył nominację do nagrody przyznawanej za najlepszy debiut pełnometrażowy.

## Opis fabuły
Pochodzący z Węgier Szabi jest członkiem niemieckiego klubu piłkarskiego. Młody chłopak zdaje sobie jednak sprawę, że piłka nożna nie jest całym jego światem. Wraca do rodzinnej wioski, gdzie planuje remont domu odziedziczonego po dziadku. Pewnego dnia jego motor próbuje ukraść Áron, budowniczy mieszkający ze schorowaną matką. Szabi nie donosi na niego na policję, zmusza go jednak, by pomógł mu wyremontować posiadłość. Między młodymi mężczyznami rodzi się na namiętność, a z czasem szczera miłość. Sytuacji z dezaprobatą przygląda się matka Árona. Gdy kobieta postanawia opowiedzieć o związku syna z Szabim nietolerancyjnym mieszkańcom wsi, ustabilizowane dotąd życie Árona zmienia się nie do poznania. W międzyczasie na Węgrzech zjawia się Bernard, piłkarz, przyjaciel Szabiego z Niemiec. Chłopak jest zakochany w koledze z drużyny.

## Obsada
- András Sütö − Szabolcs "Szabi"
- Ádám Varga − Áron
- Sebastian Urzendowsky − Bernard
- Enikö Börcsök − matka Árona
- Lajos Ottó Horváth − ojciec Szabolcsa
- Zita Téby − Brigi
- Uwe Lauer − trener
- Kristóf Horváth − Frigi, brat Brigi

## Dystrybucja
Światowa premiera Krainy burz odbyła się 8 lutego 2014 roku podczas 64. Międzynarodowego Festiwalu Filmowego w Berlinie. Półtora miesiąca później, 20 marca, film trafił do węgierskich kin. Po emisjach na festiwalach dookoła świata, między innymi w Czechach, Stanach Zjednoczonych, Kanadzie, Izraelu, Bośni i Hercegowinie i Irlandii, obraz został wydany na rynku DVD w Holandii 11 września 2014. 10 października tego roku film został zaprezentowany widzom Chicago International Film Festival. 27 listopada Kraina burz weszła do dystrybucji kinowej na terenie Niemiec, a 27 marca 2015 roku − na terenie Polsce. Węgierska premiera DVD odbyła się 23 kwietnia 2015.

## Odbiór
Film został pozytywnie oceniony przez krytyków, tak węgierskich, jak i zagranicznych. Eszter Simor, dziennikarka współpracująca z serwisem filmtekercs.hu, uznała Krainę burz za "emocjonującą, piękną historię miłosną", która może nauczyć węgierskie społeczeństwo tolerancji. Ádáma Császiego Simor okrzyknęła mianem "utalentowanego reżysera". David Rooney (The Hollywood Reporter) nazwał Krainę burz "zniewalającym dramatem".

## Nagrody i wyróżnienia
- 2014, 64. Międzynarodowy Festiwal Filmowy w Berlinie:
  - nominacja do nagrody za najlepszy debiut pełnometrażowy (wyróżniony: Ádám Császi)[3]
- 2014, Chicago International Film Festival:
  - nominacja do Nagrody Widzów (Ádám Császi)[3]
- 2014, Sarajevo Film Festival:
  - nominacja do nagrody Heart of Sarajevo w kategorii najlepszy film (Ádám Császi)[3]
- 2014, Taipei Film Festival:
  - nagroda International New Talent Competition − Special Jury Prize (Ádám Császi)[3]
  - nominacja do nagrody International New Talent Competition − Grand Prize (Ádám Császi)[3]
- 2014, Zlín International Film Festival for Children and Youth:
  - nominacja do nagrody za najlepszy europejski debiut filmowy (Ádám Császi)[3]